# Commonweal
Commonweal — ліберальний Американський католицький журнал який редагують і управляють миряни католики, з головним офісом у міжцерковному центрі в Нью-Йорку. Це найстаріший незалежний католицький журнал в США.

## Персонал
- Редактор: Павло Бауманн
- Виконавчий Редактор: Домініка Прециози
- Головний Редактор: Меттью Boudway
- Заступники Головного Редактора: Метью Sitman
- Поезія: Дін Розмарі
- Екран (коментар): Річард Alleva, Ренд Річардс Бондаря
- Редакційний Помічник: Регіна Мунка
- Видавець: Томас Бейкер
- Координатор З Маркетингу: Кейтлін Кемпбелл
- Виробництво: Тійна Алеман
- Цифровий Редактор: Домініка Прециози
- Головний редактор: Моллі Вілсон о'рейлі
- Редактор: Сюзанна Уошберн
- Бізнес-Менеджер: Джеймс Ханнан
- Етап/ЗМІ/телебачення (коментар): Селія Кропивник
- Оглядачі: Е. І. Дайон, Ентоні Domestico, Джон Гарві, Кетлін Kaveny, Джо Макгоуен, Моллі Вілсон О'рейлі, Чарльз Р. Морріс, Вільям Пфафф, Маргарет О'брайен Steinfels

Попередні Редактори Commonweal були Майкл Вільямс (1924-38); Едвард С. Skillin (1938-67); Джеймс ' фото голова ради директорів ГК (1967-84); Пітер Steinfels (1984-88); і Маргарет о'брайен Steinfels (1988-2002).